# NGC 440
NGC 440 este o galaxie spirală situată în constelația Tucanul. A fost descoperită în 27 septembrie 1834 de către John Herschel.